# Sergej Lagoetin
Sergej Sergejevitsj Lagoetin (Russisch: Сергей Сергеевич Лагутин; Fergana, 14 januari 1981) is een Oezbeeks-Russisch voormalig wielrenner die tot 2018 reed voor Gazprom-RusVelo. Tot 2014 reed hij met een Oezbeekse licentie, sinds 2014 reed hij met een Russische licentie.

## Carrière
Lagoetin was een eendagsrenner, met een goede finish. Hij nam driemaal deel aan de Olympische Spelen. In 2004, 2008 en 2012 behaalde hij respectievelijk de 59e, 50e en 5e plaats.
Lagoetin werd in 2003 wereldkampioen op de weg bij de beloften in Hamilton, Canada. In 2004 werd hij prof bij Landbouwkrediet-Colnago. Lagoetin werd tienmaal nationaal kampioen van Oezbekistan (7x op de weg, 3x bij het tijdrijden).  
In 2007 trad hij aan voor Navigators Insurance en in 2008 voor Cycle Collstrop. In 2009 stapte Lagoetin over naar Vacansoleil. Na vier seizoenen in Nederlandse dienst moest Lagoetin wegens het stoppen van de ploeg op zoek naar een nieuw team. Hij tekende een contract bij RusVelo. In 2015 verhuisde hij naar Team Katjoesja.

## Belangrijkste overwinningen
2003
 Wereldkampioen op de weg, Beloften
Parijs-Roubaix, Beloften
La Roue Tourangelle
GP Ezio del Rosso
2005
Kampioenschap van Vlaanderen
 Oezbeeks kampioen op de weg, Elite
 Oezbeeks kampioen tijdrijden, Elite
2006
 Oezbeeks kampioen op de weg, Elite
 Oezbeeks kampioen tijdrijden, Elite
3e etappe Tour de Beauce
2007
1e etappe Rheinland-Pfalz-Rundfahrt
2008
 Oezbeeks kampioen op de weg, Elite
4e etappe Ronde van Korea
Eindklassement Ronde van Korea
2009
 Oezbeeks kampioen op de weg, Elite
2010
 Oezbeeks kampioen op de weg, Elite
 Oezbeeks kampioen tijdrijden, Elite
2011
 Oezbeeks kampioen op de weg, Elite
2012
GP Gippingen
 Oezbeeks kampioen op de weg, Elite
2014
1e etappe Grote Prijs van Sotsji
Mayor Cup
3e etappe Vijf ringen van Moskou
2016
8e etappe Ronde van Spanje

## Resultaten in voornaamste wedstrijden
| Jaar | Ronde van Italië | Ronde van Frankrijk | Ronde van Spanje |
| ---- | ---------------- | ------------------- | ---------------- |
| 2004 |                  |                     |                  |
| 2005 |                  |                     |                  |
| 2006 |                  |                     |                  |
| 2007 |                  |                     |                  |
| 2008 |                  |                     |                  |
| 2009 |                  |                     | 104e             |
| 2010 |                  |                     |                  |
| 2011 | 91e              |                     | 15e              |
| 2012 | 32e              |                     | 46e              |
| 2013 |                  | 83e                 |                  |
| 2015 | 72e              |                     |                  |
| 2016 |                  |                     | 71e (1)          |
| 2017 | 157e             |                     |                  |

| Jaar | Milaan-San Remo | Gent-Wevelgem | Ronde van Vlaanderen | Amstel Gold Race | Luik-Bast.‑Luik | Ronde van Lombardije | Parijs-Brussel | Grote Prijs van Quebec |  | WK op de weg |  | Wereldranglijsten |
| ---- | --------------- | ------------- | -------------------- | ---------------- | --------------- | -------------------- | -------------- | ---------------------- |  | ------------ |  | ----------------- |
| 2004 | 105e            |               |                      |                  |                 |                      |                |                        |  | opgave       |  |                   |
| 2005 |                 |               |                      | 72e              | opgave          |                      | 65e            |                        |  | 38e          |  |                   |
| 2006 |                 | 107e          |                      |                  |                 |                      | 4e             |                        |  |              |  |                   |
| 2007 |                 |               |                      |                  |                 |                      |                |                        |  | 44e          |  |                   |
| 2008 |                 |               |                      |                  | 39e             | opgave               | 36e            |                        |  | 42e          |  |                   |
| 2009 |                 |               |                      | 90e              | 49e             | 43e                  |                |                        |  |              |  |                   |
| 2010 |                 |               |                      | 82e              |                 |                      |                |                        |  |              |  | 200e (UWK)        |
| 2011 |                 |               |                      | 99e              | 66e             |                      |                |                        |  |              |  | 137e (UWT)        |
| 2012 |                 |               |                      |                  | 99e             |                      |                |                        |  |              |  |                   |
| 2013 | 89e             |               |                      | 28e              | 44e             | opgave               |                | 25e                    |  |              |  |                   |
| 2015 | 65e             |               |                      | 99e              | 94e             | 97e                  |                | 30e                    |  | 55e          |  | 181e (UWT)        |
| 2016 |                 |               | 116e                 |                  | 146e            | 40e                  |                |                        |  | opgave       |  | 124e (UWT)        |
| 2017 |                 |               |                      |                  |                 | opgave               |                |                        |  |              |  |                   |

## Ploegen
- 2004 –  Landbouwkrediet-Colnago
- 2005 –  Landbouwkrediet-Colnago
- 2006 –  Navigators Insurance Cycling Team
- 2007 –  Navigators Insurance Cycling Team
- 2008 –  Cycle Collstrop
- 2009 –  Vacansoleil Pro Cycling Team
- 2010 –  Vacansoleil Pro Cycling Team
- 2011 –  Vacansoleil-DCM Pro Cycling Team
- 2012 –  Vacansoleil-DCM Pro Cycling Team
- 2013 –  Vacansoleil-DCM Pro Cycling Team
- 2014 –  RusVelo
- 2015 –  Team Katjoesja
- 2016 –  Team Katjoesja
- 2017 –  Gazprom-RusVelo
- 2018 –  Gazprom-RusVelo

Wielerploegen van Sergej Lagoetin
Advejev · Anzà · Bernucci · Bileka · Bracke · Capelle · De Waele · Dierckxsens · Doema · Durand · Gasperoni · Hrysjtsjenko · Lagoetin · Metloesjenko · Monfort · Popovytsj · Sijmens · Steels · Streel · Timosjin · Vaitkus · Van Bondt · Verstrepen · Lebeau (stagiair) · Simon (stagiair) · Van Loocke (stagiair)
Bracke · Capelle · Criquielion · Cummings · De Groote · De Waele · D'Hollander · Dierckxsens · Habeaux · Lagoetin · Monfort · Renders · Sijmens · Simon · Van De Walle · Van Loocke · Vanlandschoot · G. Verheyen · Verstrepen · Lebeau (stagiair) · Simms (stagiair) · D. Verheyen (stagiair)
Božič ·
Criel ·
Giling · 
Gołaś ·
Kolesnikov ·
Kopp ·
Lagoetin ·
Marcato ·
Persson ·
Pronk ·
Roedaskov · 
Selvaggi · 
Smith ·
Suray ·
Van Der Schueren ·
Vinther ·
Wesemann
van Amerongen ·
Božič ·
Carrara · 
Cooke · 
De Vocht · 
Gołaś (vanaf 01/08) · 
van Groen ·
Honig ·
Hoogerland ·
Lagoetin ·
Leukemans ·
Lhotellerie (tot 01/07) · 
Löwik ·
Marcato ·
Mol ·
Mortensen · 
Mouris ·
Poels ·
Pronk ·
Traksel · 
Veuchelen · 
Vierhouten ·
Westra ·
Berkhout (stagiair) ·
van Leijen (stagiair) · 
Ruijgh (stagiair) 
Božič ·
Carrara · 
B. Feillu · 
R. Feillu · 
Gardeyn ·
Gołaś · 
van Groen ·
Hoogerland ·
Lagoetin ·
van Leijen · 
Leukemans ·
Marcato ·
Mol ·
Mortensen · 
Mouris ·
Ongarato · 
Poels ·
Pronk (tot 25/04) ·
Riccò (vanaf 01/09) ·
Rossetto ·
Ruijgh ·
Traksel · 
Veuchelen · 
Westra ·
Ligthart (stagiair) ·
Stevens (stagiair) 
Anzà ·
Belkov ·
Božič ·
Carrara · 
De Gendt · 
Devolder · 
Feillu · 
Gardeyn ·
Gołaś · 
Hoogerland ·
Keizer ·
Lagoetin ·
van Leijen · 
Leukemans ·
Ligthart ·
Marcato ·
Mol ·
Mosquera · 
Mouris ·
Ongarato · 
Pavarin ·
Pidhorny ·
Poels ·
Riccò (tot 25/04) ·
Ruijgh ·
Selvaggi · 
Veuchelen · 
Westra ·
Lindeman (stagiair) ·
Markus (stagiair) · 
Wauters (stagiair) 
Boeckmans ·
Carrara · 
De Gendt · 
Denifl ·
Devolder · 
Feillu · 
Hoogerland ·
van Hummel ·
Keizer ·
Lagoetin ·
Larsson · 
Leukemans ·
Ligthart ·
Lindeman ·
Marcato ·
Marczyński ·
Markus ·
Mol · 
Morajko · 
Mortensen ·
Novikov ·
Pavarin ·
Poels ·
Ruijgh ·
Selvaggi · 
Valls · 
Van Impe ·
Veuchelen · 
Westra ·
Hamelink (stagiair) ·
Kreder (stagiair) · 
Lammertink (stagiair) · 
Wauters (stagiair)
Boeckmans ·
Bole ·
De Gendt ·  
Feillu · 
Flecha · 
Hoogerland ·
van Hummel ·
Keizer ·
Kreder ·
Lagoetin ·
Lammertink · 
Leukemans ·
Ligthart ·
Lindeman ·
Marcato ·
Marczyński ·
Markus ·
Mol · 
Novikov ·
Poels ·
B. van Poppel · 
D. van Poppel · 
Ruijgh ·
Rujano (tot 30/06) ·
Selvaggi · 
Valls · 
Veuchelen · 
Wauters ·
Westra
Balykin · Bojev · Firsanov · Jersjov · Klimov · Krasnov · Kritski · Lagoetin · Majkin · Ovetsjkin · Pomosjnikov · Pozdnjakov · Serov · Solomennikov · Tatarinov · Zakarin
Belkov · Bystrøm · Caruso · Guarnieri · Haller · Isajtsjev · Koeznetsov · Kolobnev · Kotsjetkov · Kozontsjoek · Kristoff · Lagoetin · Losada · Machado · Moreno · Paolini · Porsev · Rodríguez · Selig · Silin · Smukulis ·  Špilak · Trofimov · Tsatevitsj · Tsjernetski · Vicioso · Vorganov · Vorobjov · Zakarin · Politt (stagiair) · Restrepo (stagiair)
Belkov · Bystrøm · Guarnieri · Haller · Isajtsjev · Koeznetsov · Kotsjetkov · Kozontsjoek · Kristoff · Lagoetin · Losada · Machado · Mamykin · Mørkøv · Politt · Porsev · Restrepo · Rodríguez · Silin · Špilak · Taaramäe · Tsatevitsj · Tsjernetski · Van den Broeck · Vicioso · Vorganov · Vorobjov · Zakarin · Maes (stagiair)
Arslanov · Bojev · Broett · Firsanov · Foliforov · Jersjov · Kozontsjoek · Lagoetin · Majkin · Nikolajev · Nytsj · Ovetsjkin · Porsev · Rovny · Rybalkin · Savitski · Sjaloenov · Solomennikov · Svesjnikov · Troesov · Vorobjov · Zakarin · Kobernjak (stagiair) · Koerjanov (stagiair) · Tsjerkasov (stagiair)
Arslanov · Bojev · Firsanov · Foliforov · Kobernjak · Koerjanov · Kozontsjoek · Lagoetin · Majkin · Nytsj · Porsev · Rovny · Rybalkin · Sjaloenov · Sjilov · Troesov · Tsjerkasov · Vlasov · Koelikov (stagiair) · Koelikovski (stagiair) · Nekrasov (stagiair)